# Sam Perkins
Samuel Bruce Perkins (* 14. Juni 1961 in New York City, New York) ist ein ehemaliger US-amerikanischer Basketballspieler. Perkins gewann die Goldmedaille mit der US-amerikanischen Olympiaauswahl bei den Olympischen Spielen 1984 in Los Angeles.

## NBA-Karriere
Perkins wurde 1984 an vierter Stelle der Drafts von den Dallas Mavericks in die NBA geholt. Er erreichte in 13 seiner 15 Profijahre die Playoffs. So auch in seinem ersten Profijahr, in dem er mit 11,0 Punkten pro Spiel (in den Playoffs durchschnittlich 18,8 Punkte) und 7,4 Rebounds in das NBA All-Rookie Team gewählt wurde. In den folgenden Jahren mit den Mavericks konnte „Big Smooth“ seine Punkteausbeute verbessern und erreichte mit den Mavericks 1988 die Western Conference Finals.
Als 1990 sein Vertrag auslief, trat er den Los Angeles Lakers bei, wo er an der Seite seines früheren College-Teamkollegen James Worthy spielte. 1991 erreichte er mit den Lakers die NBA Finals, wo man aber nur ein Spiel gewinnen konnte und den Chicago Bulls rund um Superstar Michael Jordan (ebenfalls ein früherer College-Teamkollege) somit 1:4 unterlag. In dem einzigen Sieg der Lakers erzielte Perkins den entscheidenden Dreipunktewurf in der letzten Spielsekunde.
In der Saison 1992/93 wollten sich die Lakers verjüngen und tauschten Sam Perkins am 22. Februar 1993 für Benoit Benjamin und Doug Christie zu den Seattle SuperSonics, wo er bis einschließlich 1997/98 spielte. Im Laufe dieser Zeit rutschte er immer mehr in die Rolle des Bankspielers. 1996 erreichte er, nun im Trikot der Seattle SuperSonics, das zweite Mal die NBA Finals, um dort erneut Michael Jordan und den Chicago Bulls zu unterliegen.
Am 21. Januar 1999 unterzeichnete Sam Perkins bei den Indiana Pacers. Mit dem Team erreichte er 2000 zum dritten Mal in seiner Karriere die NBA Finals, in denen sein Team den Los Angeles Lakers unterlag. Im Folgejahr spielte er keine tragende Rolle mehr im Kader der Pacers und wurde daher am 17. September 2001 entlassen. Damit endete Sam Perkins’ Profikarriere. Er wurde 2018 in die National Collegiate Basketball Hall of Fame als Spieler aufgenommen.